# 119 av. J.-C.
Pour les articles homonymes, voir 119 (homonymie).
Cette page concerne l'année 119 av. J.-C. du calendrier julien proleptique.

## Événements
- 11 août 120 av. J.-C. (1er janvier 635 du calendrier romain) : début à Rome du consulat de Lucius Aurelius Cotta et Lucius Caecilius Metellus Delmaticus[1].
  - Caius Marius devient chef du parti populaire (populares). Il se fait élire tribun de la plèbe et propose une loi électorale pour assurer le secret des votes. Elle provoque une très vive opposition du consul Cotta et du Sénat. Le consul Metellus approuve Cotta, et Marius les menace de prison, ce qui fait plier le Sénat[1].
  - Lex Baebia agraria, ensemble de mesures vidant de sa substance la loi agraire des Gracques[2].

- La Dalmatie à l'Est de la mer Adriatique est attaquée à nouveau par Rome. Lucius Aurelius Cotta bat les Scordiques et les Dalmates près de Segestica (Sisak). Son collègue Metellus prend Salone où il hiverne[3].
- Bataille de Mobei[4], dans la vallée de l'Orkhon, à l'issue d'une double expédition chinoise contre les Xiongnu menée par Wei Qing et son neveu Huo Qubing. Dix-neuf mille Xiongnu, pris en tenaille, sont capturés par Wei Qing et le chanyu doit s'enfuir au-delà du désert de Gobi tandis que Huo Qubing obtient la reddition de quatre-vingt chefs[5].

- L'empire Han finance la guerre contre les Xiongnu en nationalisant les industries du fer et du sel et en levant des taxes sur les bateaux et sur les chariots[6].

- Seconde expédition de Zhang Qian en Asie centrale auprès des Wusun, rivaux des Xiongnu[7] (119-115 av. J.-C.).

## Décès
- Caius Papirius Carbo, homme politique romain.